# Tjerni vit
Tjerni vit (bulgariska: Черни вит) är ett vattendrag i Bulgarien.   Det ligger i regionen Lovetj, i den centrala delen av landet, 80 km öster om huvudstaden Sofia.
I omgivningarna runt Tjerni vit växer i huvudsak lövfällande lövskog. Runt Tjerni vit är det ganska glesbefolkat, med 32 invånare per kvadratkilometer.